# サルファー・デル
サルファー・デル(Sulphur Dell ) は、アメリカ合衆国テネシー州ナッシュビルにあったマイナーリーグの野球場。
当初「サルファー・スプリングス・ボール・パーク 」と呼ばれ、のちに「アスレチック・パーク 」と呼ばれるようになった。
1870年から1963年まで100年近く野球場として使用されていた。最も長く使用していたのは1901年から1963年のサザン・アソシエーションのナッシュビル・ヴォルズである。
現在のジャクソン通り、4番通り北、ハリソン通り、5番通り北に囲まれた土地に存在していたが、1969年に取り壊された。
2015年4月17日、トリプルAのナッシュビル・サウンズの本拠地となるファースト・テネシー・パークが同じ場所にオープンした。

## 歴史

### 1850年代-1884年、初期
サルファー・スプリング・ボール・パークはかつて初期の入植者が存在していたフレンチ・リック・スプリングという地域に建てられた。入植者たちが沖積層低地または「デル」(谷)にやってきて商取引や「サルファー」(硫黄)採掘を行なっていた。またこのサルファー・スプリングス・ボトムはのちにピクニックやリクリエーションの場所として人気となった。
1850年代頃にはナッシュビル市民は野球をするようになった。地元の多くのアマチュア球団がサルファー・スプリングス・ボトムで試合を行なうようになった。ナッシュビル市は球場の必要性を感じ、デルの一部に球場を作り、サルファー・スプリングス・ボール・パークと呼ばれるようになった。1870年までに球場はアスレチック・パークと呼ばれるようになった。

### 1885年-1926年、サルファー・デル 第1期

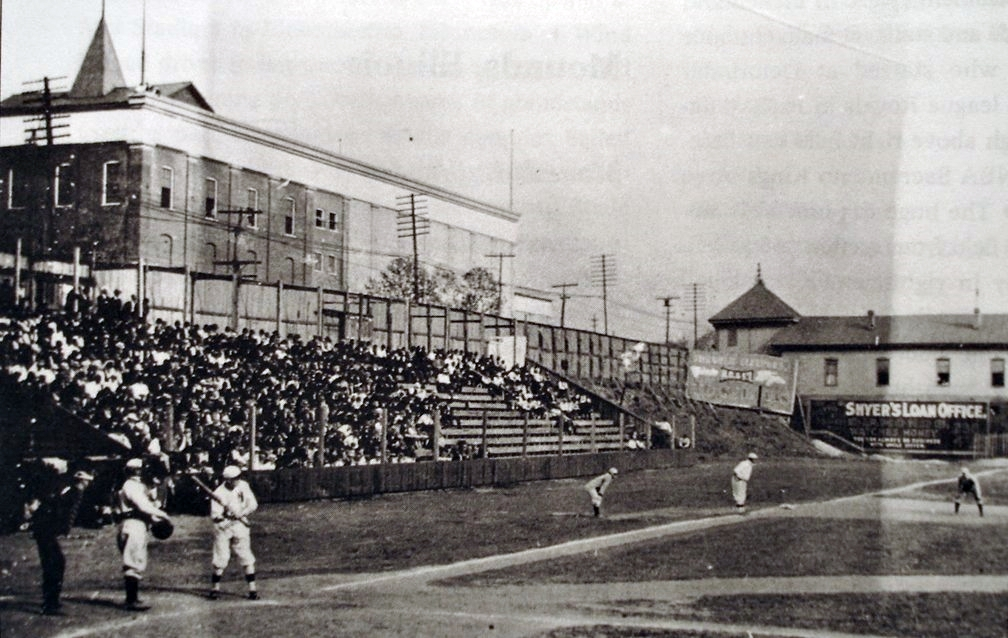
1908年、アスレチック・パークでのナッシュビル・ヴォルズの試合

1885年、マイナーリーグのナッシュビル・アメリカンズはサザン・リーグの創立メンバーとなった。これまでアスレチック・パークは単なる野球広場であったが、プロ野球チームに対応できる野球場への向上が要求された。150フット(46m)の木製観覧席が現在の4番通り北とジャクソン通りの角に建てられた。ジャクソン通りのメイン・エントランスには券売所があり、本塁バックネット裏の指定席に通じていた。選手、監督、得点記録係、報道関係者の部屋は客席下に作られた。うち2部屋からはワイヤー・スクリーン越しにフィールドが見えた。硫黄水の地下汲み上げ式のトイレや給水器も作られた。外野フェンスまでの距離はレフトおよびライトは362フィート(110m)、センターは485フィート(148m)であった。
シーズンのスタート前、ナッシュビル・アメリカンズはナショナルリーグのシカゴ・ホワイト・ストッキングスの3週間に亘るスプリングトレーニングを主催した。シカゴ・ホワイト・ストッキングスと地元セミプロ・チームのアメリカンズ、およびヴァンダービルト大学野球部コモドアーズはエギシビション・ゲームを行なった。5月4日、コロンバス・スターズ戦で初めてのレギュラー・シーズンのホーム・ゲームを行ない、2対3で負けた。
この球場では他のスポーツ・イベントも行われた。外野の辺りに150ヤード(137m)の自転車または陸上競技用トラックが設置された。1885年の感謝祭、ナッシュビル初のフットボール・ゲームが行なわれた。ナッシュビル・フットボール・クラブがナッシュビル・アスレチック・クラブを6対4で敗した。
1886年、アメリカンズは次のシーズンを迎えたが、シーズン後リーグから後退した。19世紀、ナッシュビル・ブルース(1887年)、ナッシュビル・タイガース(1893年-1894年)、ナッシュビル・セラフズ(1895年)、ナッシュビル・センテニアルズ(1897年)が次々とアスレチック・パークのテナントとなった。1897年、三塁線の観客席の座席が入れ替えられた。1901年、新たに組織されたサザン・アソシエーションのナッシュビル・ヴォルズがこの球場を本拠地として活動を始めた。ヴォルズの最初のシーズンが始まる前、1.000席の特別観覧席が増設され、座席数は2,500席となった。1907年頃、セミ・プロのニグロリーグのナッシュビル・エリート・ジャイアンツ(のちのナッシュビル・スタンダード/エリート・ジャイアンツ)がアスレチック・パークで試合をするようになった。1928年までここで活動を続けたが、オーナーがトム・ウイルソン・パークを設立したため移動した。
1894年7月4日、ナッシュビルとメイコン・ホーネッツはアスレチック・パークでナイターを計画した。球場が電気照明を設置するのはずっと後のことであった。メジャーリーグが初めてナイターを行なったのはそれから約40年後の1935年であった。試合は雨により2回延期となったが、7月6日、トリプル・ヘッダーでニューオリンズ・ペリカンズと戦った。最初の2試合は昼間に行われ、ナイターはその夜に行われた。昼間の試合は互いに1勝1敗であった。その夜、ナイターのためにアスレチック・パークの周りに54個の電気照明が設置された。ボールは見やすいようにリンでカバーされた。ナイターのお楽しみとして選手は草のスカート、バレエの衣装、派手なスーツ、ボンネット、ドレスなどを着用した。当時ナイターはまだ珍しいものだったため、通常は数100名の観客が、この夜は4,000名も集まった。3対2でナッシュビルが勝利した。これがナッシュビル初のナイターとなった。その後の1931年にナッシュビル・ヴォルズがナイターを行なったことと混同されやすい。
1908年、『ナッシュビル・テネシアン』紙のスポーツ記者グラントランド・ライスは球場を「サルファー・スプリング・デル」と呼ぶようになった。同年、新たな観客席が追加された。彼はのちに短縮形の「サルファー・デル」と呼ぶようになり、1969年に取り壊されて以降もこの名前が定着した。
1920年、ジャクソン通り西と4番通り北の南に観客席が追加された。

### 1927年-1963年、サルファー・デル 第2期

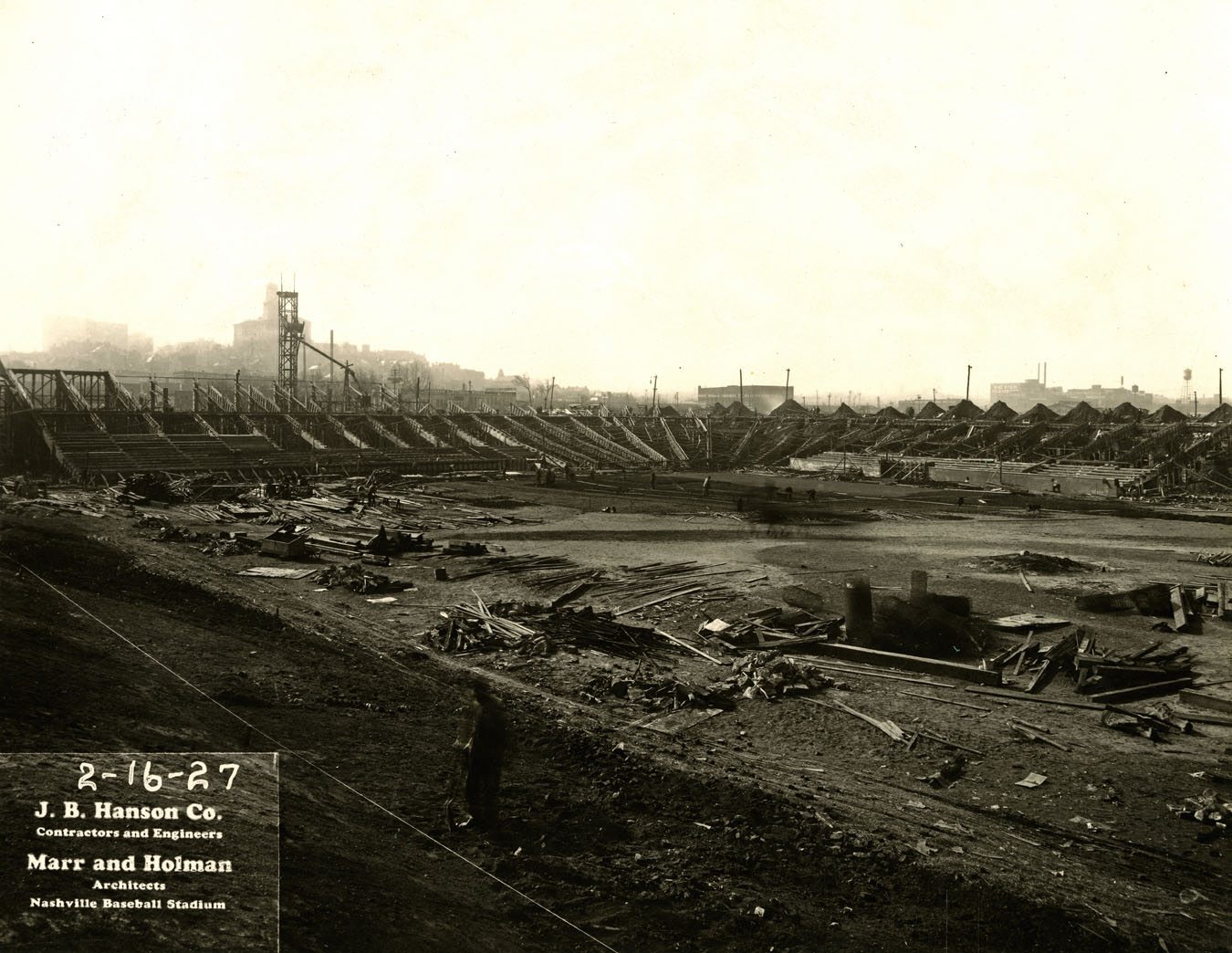
1927年、新たな観客席の増設

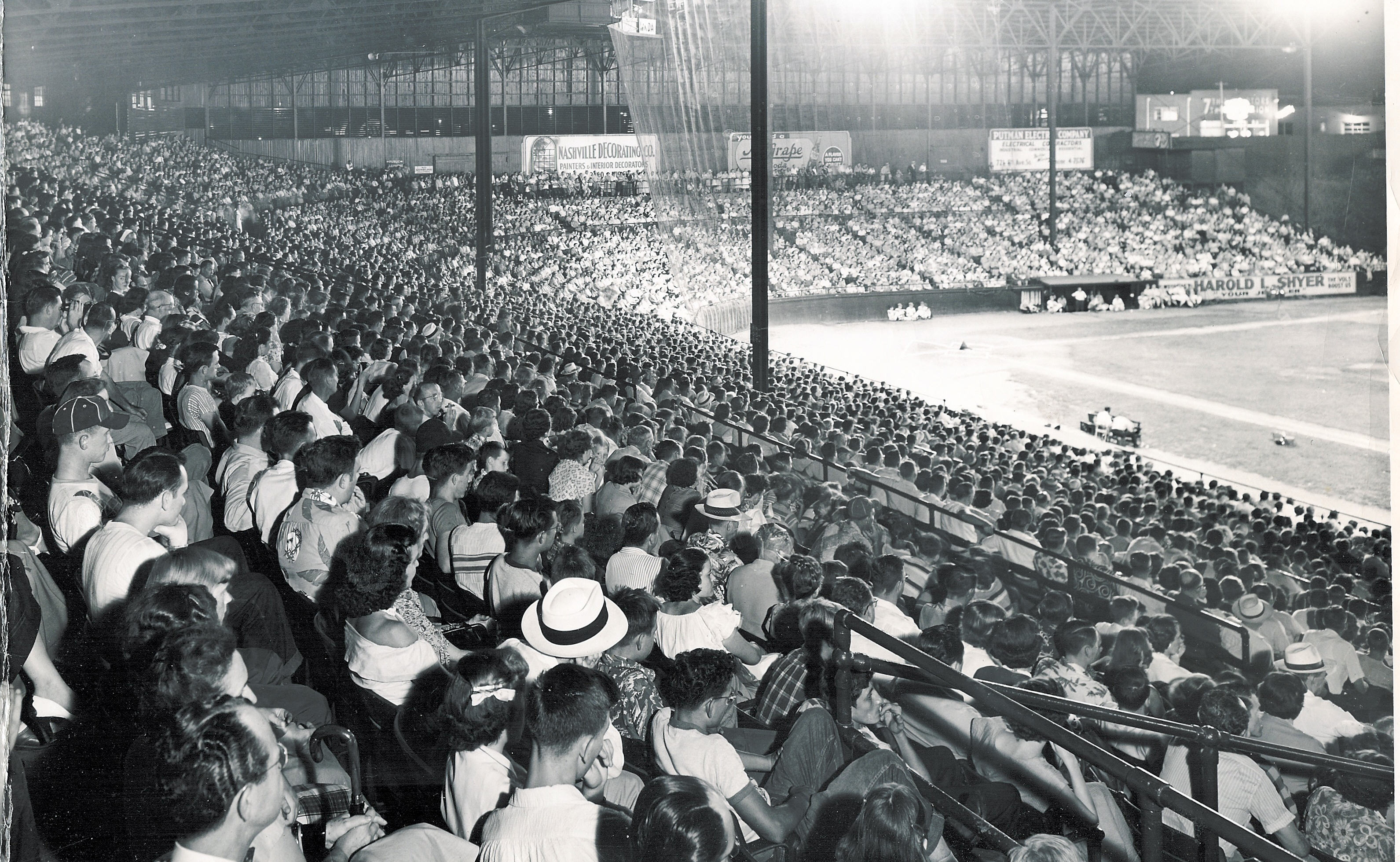
1950年代、サルファー・デルでの野球の試合

サルファー・デルの本塁後ろの観客席は南西にテネシー州会議事堂に面していた。そのため打者は午後に落ちる太陽の光に苦労した。1926年のシーズン後、一旦球場全体を取り壊し、鉄筋コンクリート製で4番通り北沿いに本塁を置き、北東を向くようにした。
サルファー・デルの評判が悪かった外野は再編成された。新たな外野フェンスまでの距離はレフトは334フィート(102m)、センターは421フィート(128m)、ライトは262フィート(80m)となった。ライトは短いが、テラス席や坂があり、特にライトとセンター外側では急傾斜している。ライトのテラス席の上部は22 1/2フィート(7m)の高さにあった。木製の外野フェンスは16フィート(5m)の高さであった。ライトのファウル・ポールからセンターまでのフェンスは186フット(57m)で、30フット(9m)のスクリーンがセンターまで22 1/2フィート(7m)にまで下がっていた。手動のスコアボードはレフトからセンターの間にフィールドにはみ出るように設置してあった。客席数は7,000となった。座席は指定席はオレンジ色、その他は緑色であった。改築後初の試合はアメリカン・アソシエーションのミネアポリス・ミラーズとのエギシビション・ゲームで、5対3でヴォルズが勝利した。
球場は複雑な外野線により選手たちから「サッファー・ヘル」(地獄で苦しむ、の意)とニックネームがつけられた。ニューヨーク・ヤンキースのベーブ・ルースがヴォルズとのエギシビション・ゲームのためにやってきて、ライトを拒否してレフトへ移動したと報じられた。
1931年、照明が追加され、5月18日、ヴォルズはモービル・マリンズと初のナイター戦を行なった。8対1でヴォルズが負けた。1938年、客席数が8,500席に増築された。
サルファー・デルでのヴォルズのホーム・ゲームの他、1942年、マイナー・ニグロリーグのナッシュビル・スターズもここで試合を行ない、1945年から1951年までナッシュビル・ブラック・ヴォルズ/カブスもここで試合を行なった。
1951年、外観、回転バー、レンガ壁、広めの出口など改修を行なった。新たな正面入り口には「1870年からの最も歴史ある球場、サルファー・デル」と記された。ナッシュビル・ヴォルズが所有し、1959年、ハーシェル・リン・グリア率いる公団ヴォルズ社となった。シーズン開幕前、報道関係者室の隣にオルガン・ブースが設置され、座席の改修および再塗装され、その他の補修も行われた。
1963年9月8日、ナッシュビル・ヴォルズの最終試合が行われ、サルファー・デル最後のプロ野球の試合となった。1961年のシーズン終了後、サザン・アソシエーションが終了し、1962年、ヴォルズは活動休止し、その後ダブルAサウス・アトランティック・リーグに参加した。ダブルヘッダーでリンチバーグ・ホワイト・ソックスと対戦し、6対3、2対1で勝利した。1963年のシーズンの後、ヴォルズは解散した。

### 1964年-1969年、後年および近年
1964年、アマチュア野球チームがサルファー・デルで試合を行なった。1965年、3週間スピードウェイとして使用された。その後ナッシュビル市の牽引車庫として使用された後、1969年4月16日に取り壊された。この頃取り壊されたアンドリュー・ジャクソン・ホテルの残骸置き場として使用された。2014年までテネシー州議事堂の北駐車場として使われていた。自転車専用道路ミュージック・シティ・バイクウェイの延長に伴い、この場所は2ヶ所に分けられた。

### 2015年、野球場としての復帰

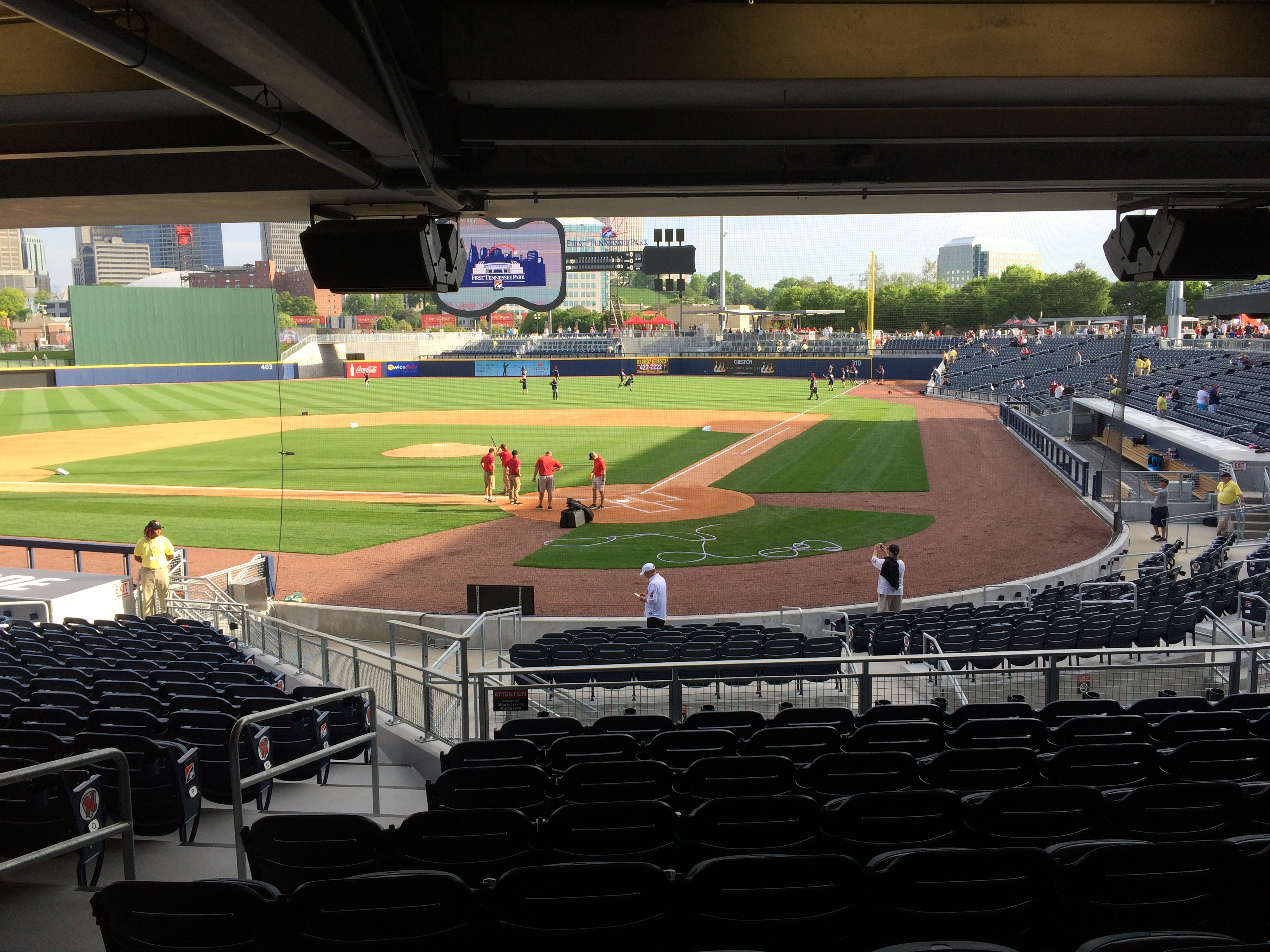
2015年4月17日、ファースト・テネシー・パーク開幕日

2013年8月、ナッシュビル市はテネシー州が所有していた元サルファー・デルの土地にマイナーリーグのトリプルAパシフィックコーストリーグのナッシュビル・サウンズの本拠地として野球場を新設する交渉をしていることを発表した。11月8日、元サルファー・デルの土地に新球場を設立することで合意に達した。12月10日、ナッシュビル市とテネシー州の最終合意に達した。
新球場ファースト・テネシー・パークは約50年前に閉鎖した球場サルファー・デルの跡地に、1978年から約40年間、サウンズの本拠地として使用されてきたハーシェル・グリア・スタジアムから移転する形となった。新球場は8,500席の他芝生の自由席もあり最大1万人を収容できる。スタジアムのみの費用は4,700万ドル、売店、歩道、駐車場などを含めた総費用は1億5千万ドルとなった。2015年4月17日、この新球場が開幕した。この日の試合は対コロラドスプリングス・スカイソックス戦で10回3対2でサウンズが勝利した。